# Charlton Kings
Charlton Kings est une paroisse civile et un village du Gloucestershire, en Angleterre.